# Markus Mendler
Pour les articles homonymes, voir Mendler.
Markus Mendler est un footballeur allemand, né le 7 janvier 1993 à Memmingen. Il évolue comme attaquant.

## Palmarès
Vierge